# IEEE Masaru Ibuka Consumer Electronics Award
Der IEEE Masaru Ibuka Consumer Electronics Award ist eine Auszeichnung des Institute of Electrical and Electronics Engineers (IEEE).
Sie wird seit 1989 jährlich verliehen und ist nach Ibuka Masaru, dem Mitbegründer von Sony benannt und wird von diesem Unternehmen gesponsert.

## Preisträger
- 1989 Heitaro Nakajima, Johannes Petrus Sijou
- 1990 Norman L. Stauffer
- 1991 Gilbert F. Amelio
- 1992 Isamo Washizuka
- 1993 George L. Brantingham, Paul S. Breedlove, Richard H. Wiggins
- 1994 Carl G. Eilers
- 1995 Irving Stoy Reed, Gustave Solomon
- 1996 Kees A. Schouhamer Immink
- 1997 Ray M. Dolby
- 1998 Jerrold A. Heller
- 1999 Leonardo Chiariglione
- 2000 Marvin H. White
- 2001 Ulrich Reimers
- 2002 Takashi Fujio, Yuichi Ninomiya
- 2003 Richard H. Small, Neville Thiele
- 2004 Karlheinz Brandenburg
- 2005 keine Vergabe
- 2006 Wayne Bretl, Richard Citta, Wayne Luplow
- 2007 Tomlinson Holman
- 2008 Ralph H. Baer
- 2009 Eugene J. Polley
- 2010 James Barton
- 2011 John Laverne Mitchell
- 2012 Gisle Bjøntegaard, Gary J. Sullivan, Thomas Wiegand
- 2013 Martin Dietz, Kristofer Kjörling, Lars Liljeryd
- 2014 keine Vergabe
- 2015 Martin Cooper
- 2016 Steven Sasson
- 2017 John O’Sullivan, David Skellern
- 2018 Linus Benedict Torvalds
- 2019 Tomonori Aoyama, Takashi Hayasaka
- 2020 Eben C. Upton
- 2021 Steve Wozniak
- 2022 Albert Brault, Peter Dillon
- 2023 Ken Sakamura
- 2024 Stephen B. Furber, Sophie Wilson
- 2025 William Stephen George Mann
- 2026 keine Vergabe